# Альтляйнінген
Альтляйнінген (нім. Altleiningen) — громада в Німеччині, розташована в землі Рейнланд-Пфальц. Входить до складу району Бад-Дюркгайм. Складова частина об'єднання громад Геттенляйдельгайм.
Площа — 11,47 км2. Населення становить 1737 ос. (станом на 31 грудня 2020).

## Галерея

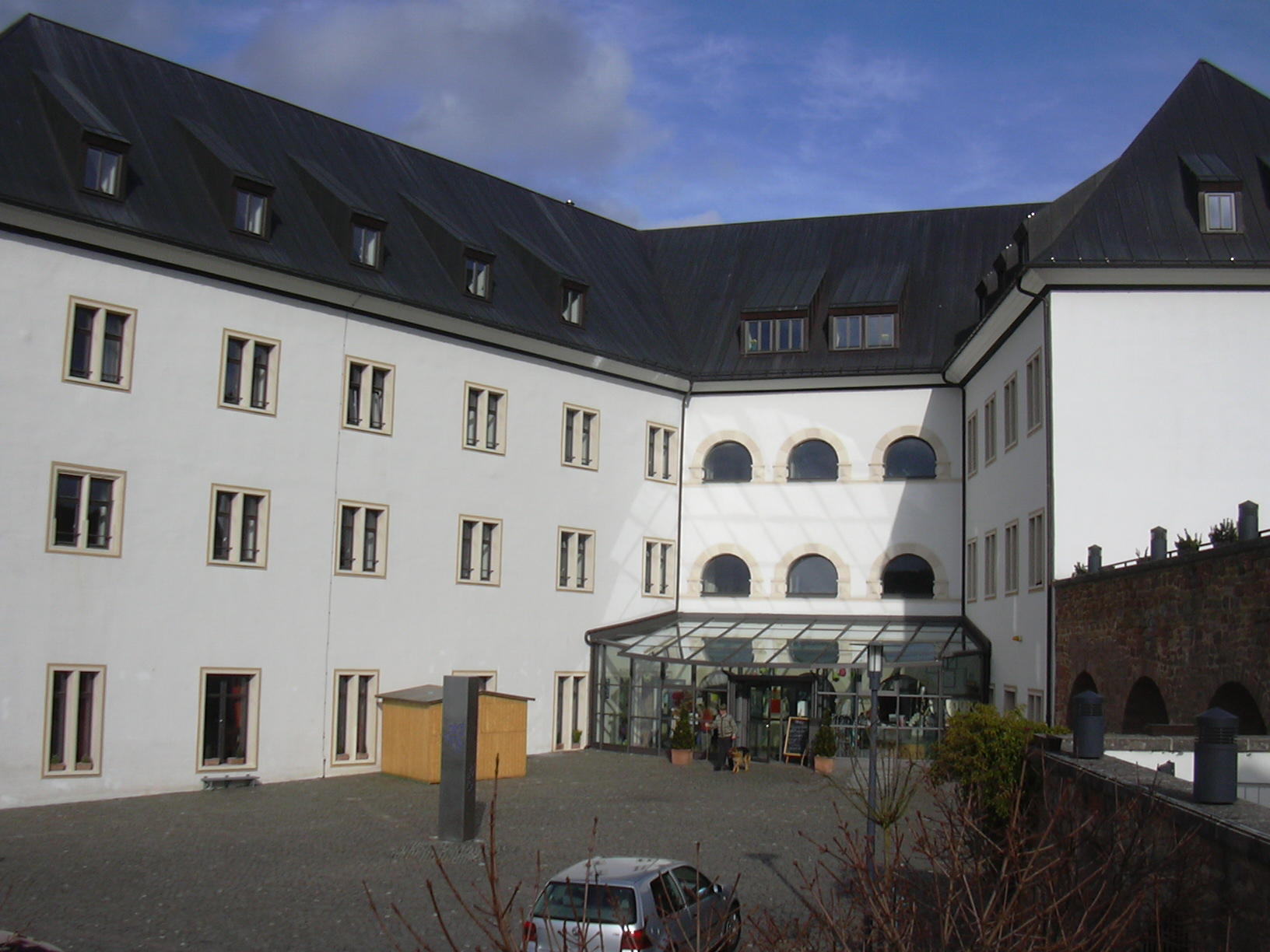
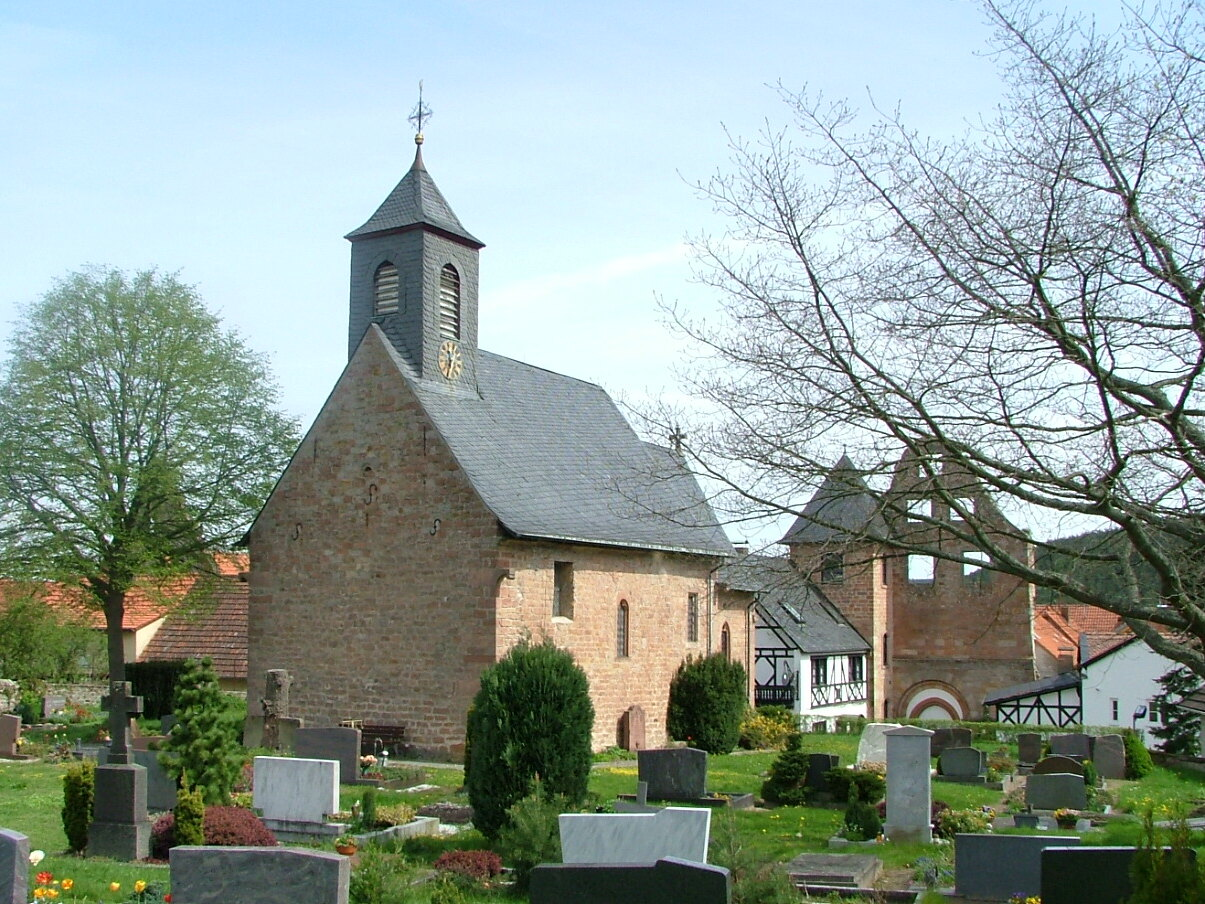